# Pedro da Esperança
D. Pedro da Esperança (c. 1598 — Coimbra, 24 de junho de 1660) foi um compositor e organista português do Barroco.

## Biografia

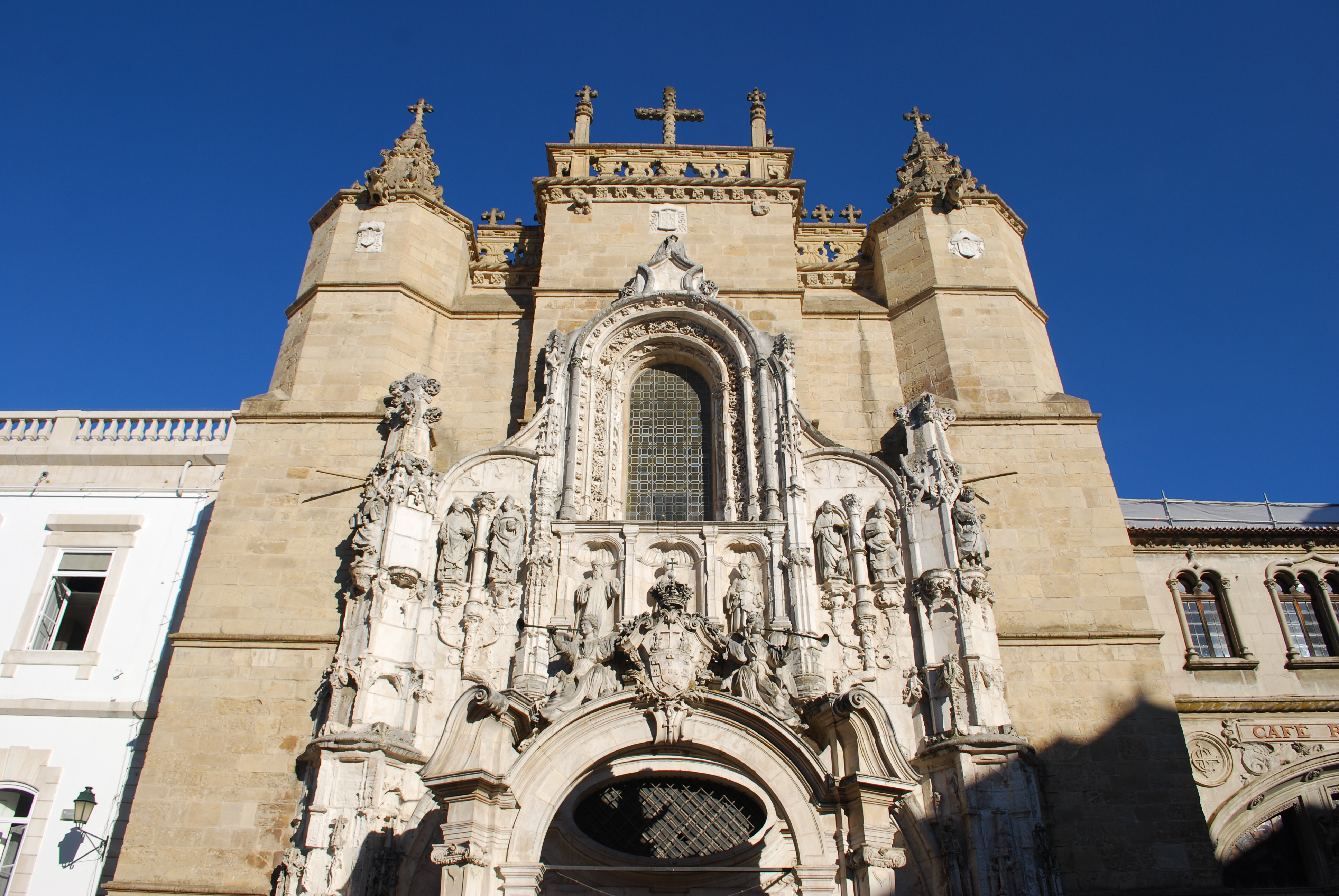
Mosteiro de Santa Cruz

Pedro da Esperança nasceu por volta de 1598. Foi religioso da Ordem dos Cónegos Regrantes de Santo Agostinho no Mosteiro de São Vicente de Fora em Lisboa. Foi, contudo, um monge indisciplinado registando-se várias tentativas de fuga do mosteiro, a primeira com cerca de dezanove anos que fez com que fosse castigado por cinco anos. Em 1627 foi transferido para o Mosteiro de Santa Cruz em Coimbra, pertencente à mesma ordem, tornando-se um elemento indispensável para a atividade musical da comunidade como compositor e organista. Morreu a 24 de junho de 1660 em Coimbra.

## Obra
A obra que dele subsiste é preservada atualmente na Biblioteca Geral da Universidade de Coimbra. Embora tenha composto também uma missa para a Quaresma, este compositor crúzio é conhecido sobretudo pelos seus quatro responsórios para as matinas do Natal para vozes e instrumentos.